# 顾国华
顾国华（1927年—2005年，香港航运业企业家，曾任泰昌祥轮船（香港）集团主席。

## 简介
顾国华是航运业实业家顾宗瑞的次子。浙江省宁波镇海县（今北仑区）人。顾国华早年在上海求学，后到美国留学，毕业于美国宾夕法尼亚大学航海系。20世纪40年代末因战乱，顾宗瑞将家庭和企业迁往香港，顾国华遂随家人来到香港发展。
在香港早期，顾国华主要协助父亲顾宗瑞拓展事业。顾宗瑞先生逝世后，顾国华接替父亲出任泰昌祥轮船（香港）集团主席。顾国华还担任有香港浙江同乡会联合会副会长，宁波旅港同乡会会长，香港甬港联谊会名誉会长和中华人民共和国浙江省政协委员。
顾国华致力慈善事业，多次出资大力支持大陆及家乡的教育、医疗事业。2003年1月，顾国华当选香港浙江同乡会联合会的会长。2000年，当选上海宁波同乡联谊会的名誉理事。1993年7月，宁波市人大常委会授予顾国华宁波市荣誉市民称号。1994年10月，浙江省人民政府授予顾国华“爱乡楷模”的荣衔。
2005年1月，顾国华在香港因病去世。由兒子顧建綱接任泰昌祥轮船（香港）集团主席